# لويس ماير (رسام هولندي)
لويس ماير (بالهولندية: Louis Meijer)‏ هو نقاش ‏ هو رسام هولندي، ولد في 9 مارس 1809 في أمستردام في هولندا، وتوفي في 31 مارس 1866 في أوترخت في هولندا.

## معرض صور

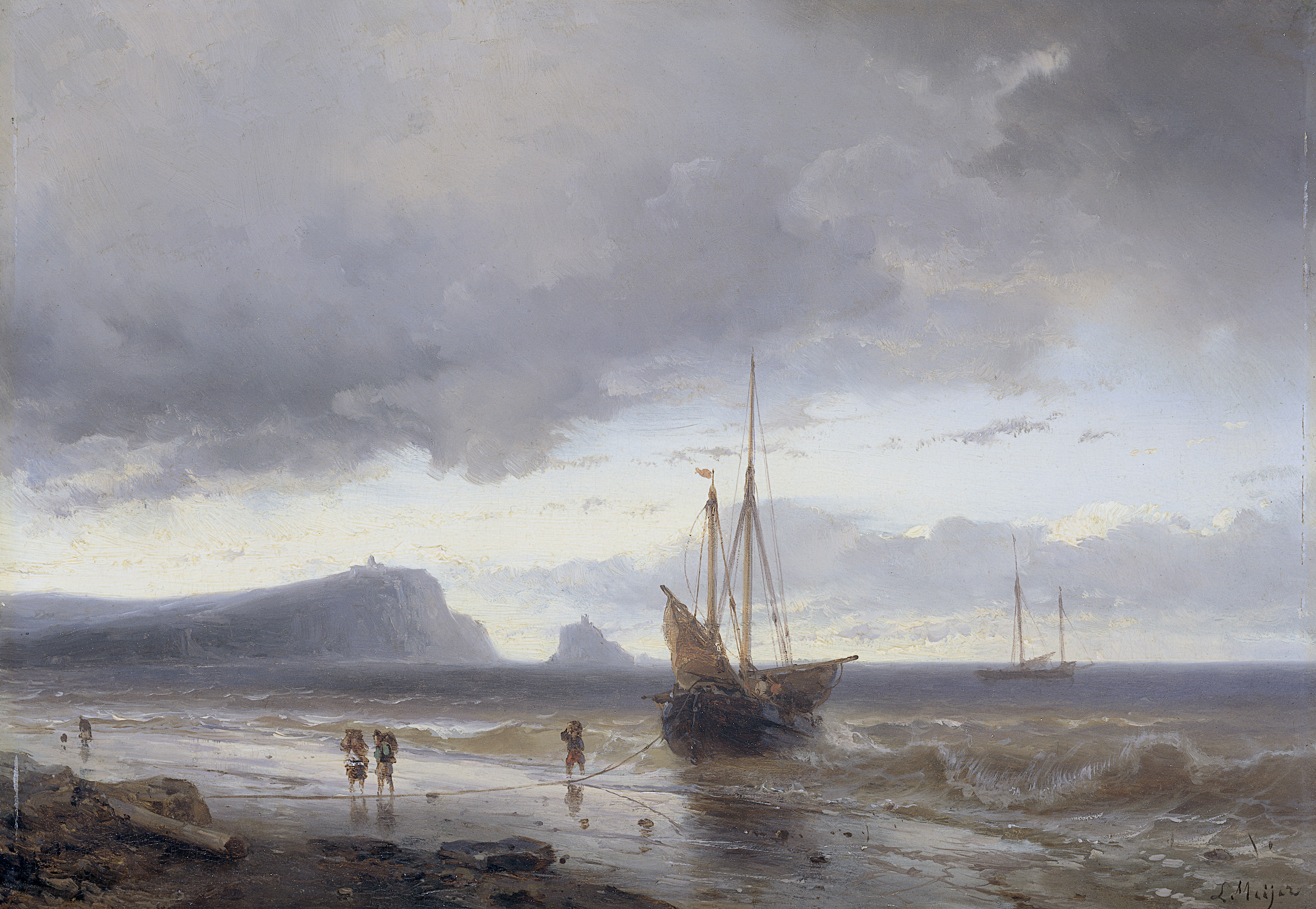
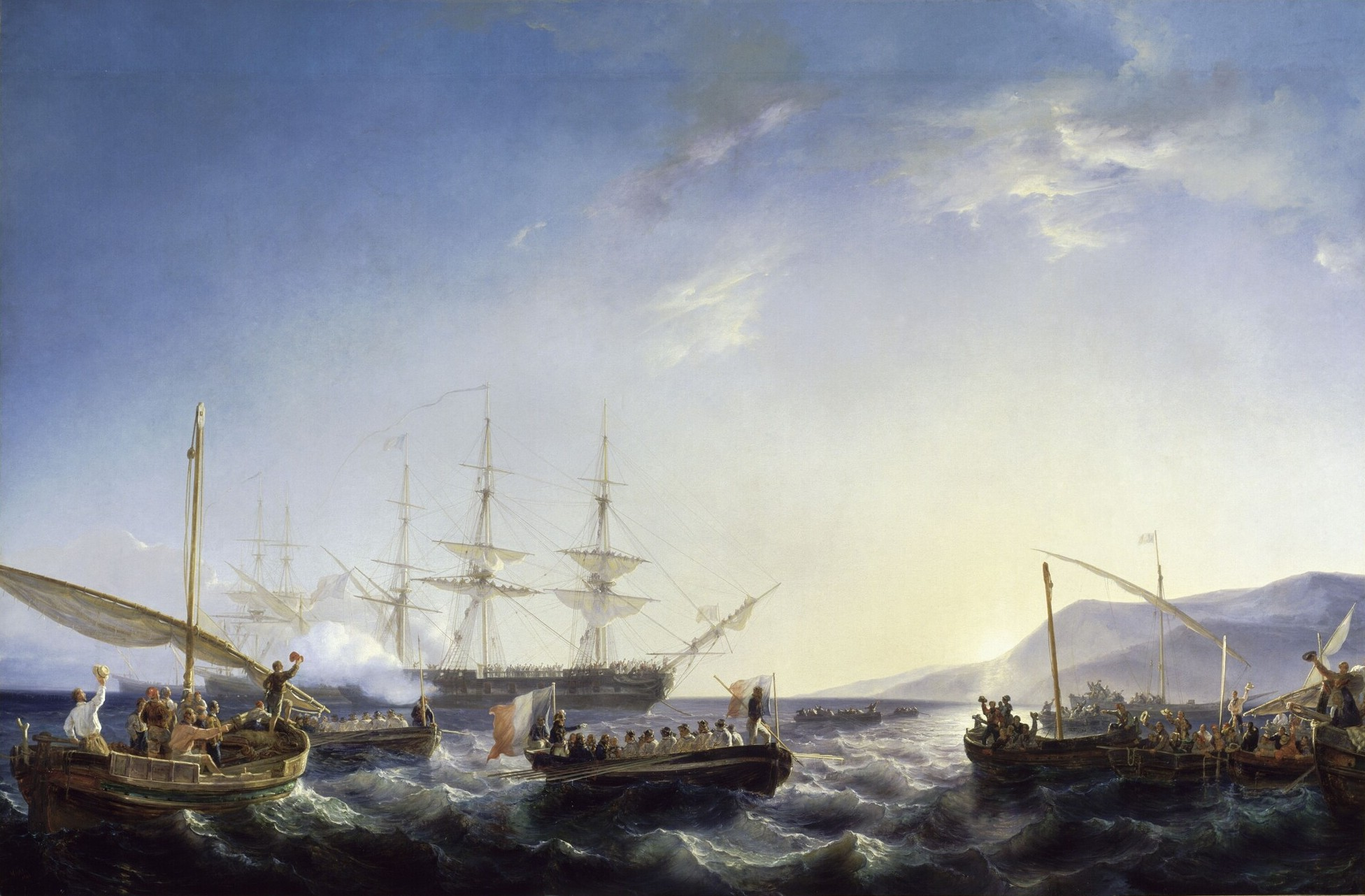
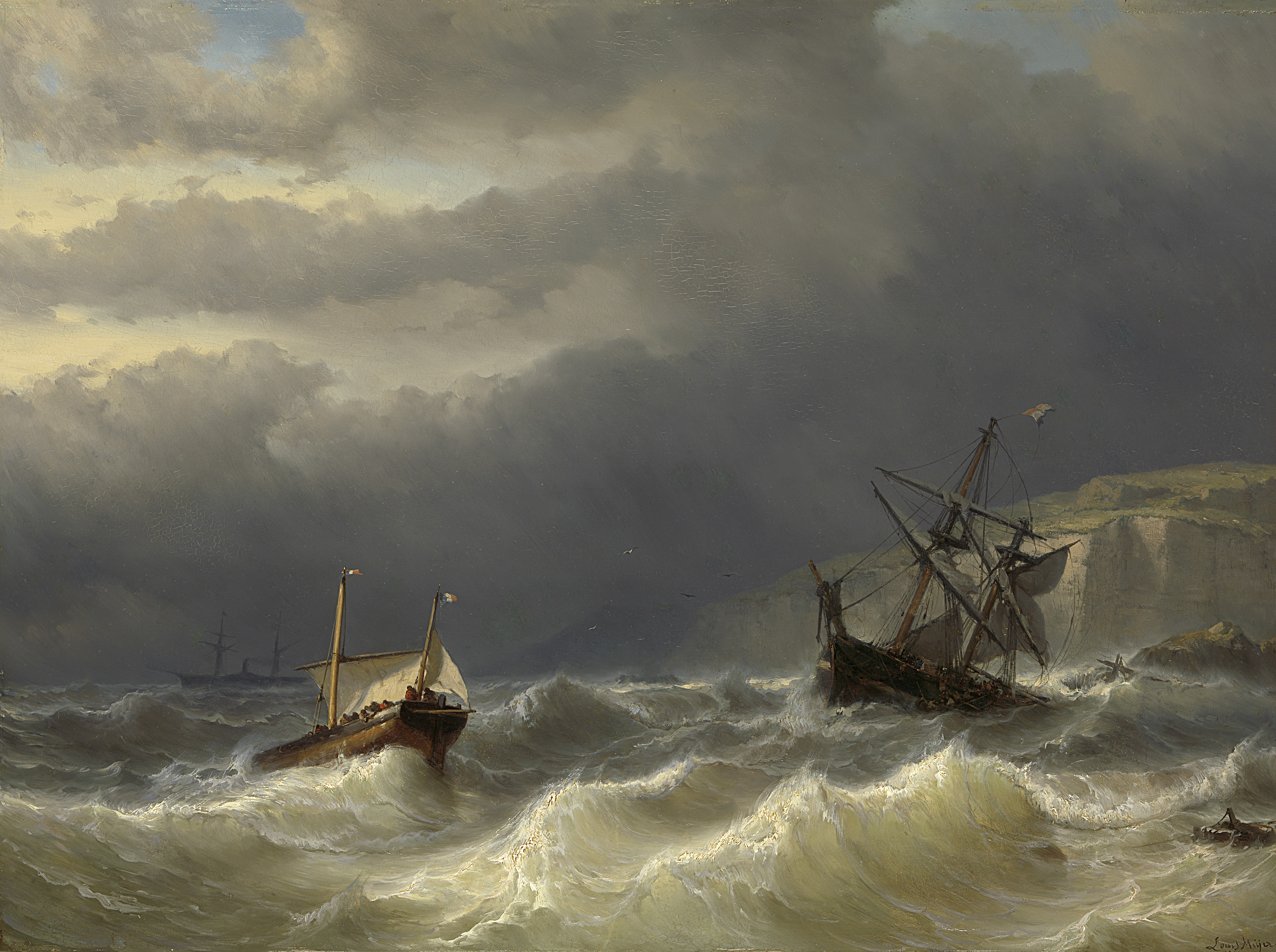
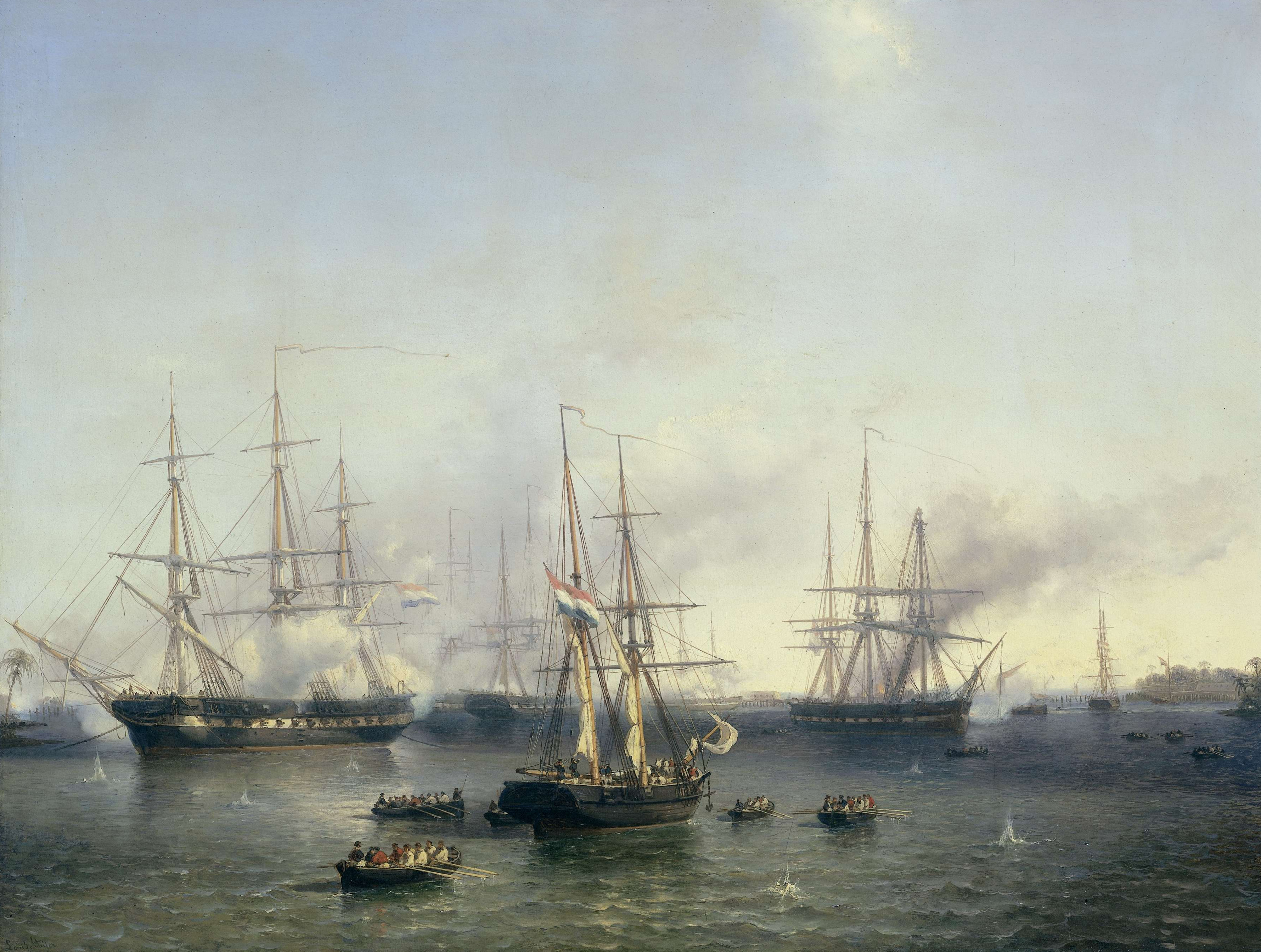